# David Cordery
David Cordery es un deportista neozelandés que compitió en judo. Ganó una medalla de plata en el Campeonato de Oceanía de Judo de 1996, en la categoría de +95 kg.

## Palmarés internacional
| Campeonato de Oceanía | Campeonato de Oceanía      | Campeonato de Oceanía | Campeonato de Oceanía |
| Año                   | Lugar                      | Medalla               | Categoría             |
| --------------------- | -------------------------- | --------------------- | --------------------- |
| 1996                  | Wellington (Nueva Zelanda) | Medalla de plata      | +95 kg                |